# Paramonecphora monteironis
Paramonecphora monteironis är en insektsart som först beskrevs av William Lucas Distant 1878.  Paramonecphora monteironis ingår i släktet Paramonecphora och familjen spottstritar. Inga underarter finns listade i Catalogue of Life.